# Bryan Craig
Bryan Craig (Boca Raton, 27 ottobre 1991) è un attore statunitense.

## Carriera
Ha recitato nella soap opera General Hospital con il ruolo di Morgan Corinthos. Nel 2019 è nel cast principale di Grand Hotel.
È noto per il ruolo di Joaquin Perez nella serie Good Trouble.

## Vita privata
Ha avuto una relazione sentimentale con l'attrice Kelly Thiebaud, con cui ha recitato in General Hospital.

## Filmografia parziale

### Televisione
- True Jackson, VP - serie TV, episodio 3x10 (2011)
- General Hospital - soap opera, 280 episodi (2013-2024)
- Youthful Daze - serie TV, 34 episodi (2014-2015)
- Valor - serie TV, 9 episodi (2017-2018)
- Grand Hotel - serie TV, 13 episodi (2019)
- Walker -  serie TV, episodio 2x01 (2021)
- Good Trouble - serie TV, 38 episodi (2022-2024)

## Doppiatori italiani
Nelle versioni in italiano delle opere in cui ha recitato, Bryan Craig è stato doppiato da:
- Alessandro Campaiola in Valor, Grand Hotel
- Emanuele Ruzza in Walker
- Flavio Aquilone in Good Trouble